# Fabian O’Neill
Fabián O'Neill (Paso de los Toros, 1973. október 14. – Montevideo, 2022. december 25.) válogatott uruguayi labdarúgó, középpályás.

## Korai évek
Luis Alberto O'Neill és a Mercedes Domínguez legidősebb gyermekeként született 1973. október 14-én az uruguayi Paso de los Toros városában. Négy testvére van, ük-nagyszülei 1837-ben vándoroltak ki Dél-Amerikába az írországi Cork megyéből.

## Pályafutása

### Klubcsapatokban
Pályafutását a Nacionalban kezdte, ahol 1992 és 1995 között játszott. Első évében bajnoki címet ünnepelhetett, középpályásként 63 bajnokin tizenötször volt eredményes a klub színeiben. 1996-ban az olasz élvonalbeli Cagliari igazolta le. A szardíniai klub 1997-ben kiesett a másodosztályba, majd egy év elteltével sikerült visszajutniuk a Seria A-ba. Az 1999–2000-es idény végén a Cagliari ismét búcsúzott az első osztálytól, O'Neill pedig a Juventushoz szerződött. A torinói csapattal bajnoki ezüstérmet szerzett a 2000–2001-es bajnokság végén, igaz nem számított alapembernek. 2003 januárjában a Juventus megszerezte Davide Baioccót a Perugiától, az üzlet részeként pedig O'Neill ellentétes utat járt be. Fél év után visszatért az akkor a Seria B-s Cagliarihoz. 
2012-ben elismerte, hogy kétszer is részt vett Seria A-s mérkőzések megbundázásában, illetve, hogy részese volt a fogadási csalásoknak.

### A válogatottban
1993-tól kezdődően kilenc éven át volt válogatott, ezalatt 19 mérkőzésen jutott szerephez, ezeken két gólt szerzett címeres mezben. Debütálására az 1993-as Copa América csoportkörében, az amerikaiak ellen került sor. Tagja volt az uruguayiak 2002-es világbajnokságra nevezett keretének, de pályára nem lépett a tornán. Utolsó válogatott mérkőzését 2002 májusában játszotta Kína ellen.

## Visszavonulása után
Visszavonulása után hazájában szarvasmarha-farmot üzemeltetett, és alkalmanként pályára lépett alsóbb osztályú félprofi bajnokságokban. Már olaszországi évei alatt is erős alkoholista volt, 7-8 korsó sört ivott meg naponta, így pedig nem tudta befutni azt a karriert, amit tehetsége alapján befuthatott volna. Miután beismerte, hogy bundázott, egyre lejjebb csúszott, egy montevideoi bárban az asztal alatt, egy matracon feküdve diktálta tollba életrajzát. Halála előtt nem sokkal egy nyomornegyedben zöldségárus volt, ebből tartotta fenn magát.

## Sikerei, díjai
Nacional
- Primera División:
  - 1992 Bajnok
  - 1994 2. hely
  - 1995 2. hely
  - 2003 2. hely

Juventus
- Serie A:
  - 2000–01 2. hely

## Külső hivatkozások
- Fabian O’Neill adatlapja a National-Football-Teams.com oldalon (angolul)